# 오드레 토투
오드레 쥐스틴 토투(프랑스어: Audrey Justine Tautou, 1976년 8월 9일~)는 프랑스의 배우, 모델이다. 주요 출연작으로 《아멜리에》(2001년)와 《다빈치 코드》(2006년), 《프라이스리스》(2006년), 《코코 샤넬》(2009년) 등이 있다.

## 출연 작품

### 영화
- 비너스 보떼 (1999)
- Le Libertin (2000)
- 아멜리에 (2001) - 아멜리에 롤랑 역
- 좋은걸 어떡해 (2001, Dieu est grand, je suis toute petite)
- 히 러브스 미 (2002)
- 스페니쉬 아파트먼트 (2002)
- 더티 프리티 씽 (2002)
- 입술은 안돼요 (2003)
- 인게이지먼트 (2004)
- 사랑은 타이밍! (2005)
- 다빈치 코드 (2006)
- 프라이스리스 (2006)
- 함께 있을 수 있다면 (2007)
- 코코 샤넬 (2009)
- 뷰티풀 라이즈 (2010)
- 시작은 키스! (2011)
- 테레즈 데케루 (2012)
- 무드 인디고 (2013)
- 차이니즈 퍼즐 (2013)
- 마이크롭 앤 가솔린 (2015)
- 이터너티 (2016, Éternité)
- 오디세이 (2016, L'Odyssée)
- 트러블 위드 유 (2018, En liberté !)
- 지저스 롤스 (2019, The Jesus Rolls)

### 텔레비전
- Julie Lescaut (1998)

### 연극
- 인형의 집 (2010-11)